# Trung Thạnh
Trung Thạnh là một xã thuộc huyện Cờ Đỏ, thành phố Cần Thơ, Việt Nam.

## Địa lý
Xã Trung Thạnh có vị trí địa lý:
- Phía đông và bắc giáp quận Thốt Nốt
- Phía tây giáp xã Trung An
- Phía nam giáp xã Trung Hưng.

Xã Trung Thạnh có diện tích 24 km², dân số năm 2015 là 19.919 người, mật độ dân số đạt 830 người/km².

## Hành chính
Xã Trung Thạnh được chia thành 6 ấp.

## Xã hội
Y tế: Xã có 1 trạm y tế.
Trường học:
Xã có 7 trường học:
- 4 Trường Tiểu học
- 1 Trường mầm non
- 1 Trường mẫu giáo
- 1 Trường THCS.
- Hộ nghèo cuối năm 2015 là 78 hộ, hộ cận nghèo 250 hộ, hộ chính sách 33 hộ. Đời sống kinh tế của nhân dân chủ yếu là sản xuất nông nghiệp.